# Elizabeth Grünbaum
Elizabeth Grünbaum (* in Wales) ist eine britische Pädagogin.

## Leben
Sie ist in Shrewsbury aufgewachsen und hat in Liverpool Lehramt (Englisch und Sozialwissenschaft) studiert. Nach einer Unterrichtstätigkeit in England hat sie in Paris Englisch als Fremdsprache unterrichtet.
1966 hat sie geheiratet und ist nach Kalifornien umgezogen. Dort hat sie in der Grundschule unterrichtet. Dabei hat sie wichtige Erkenntnisse für den Erwachsenenunterricht gewonnen und auch darüber publiziert. 1974 ist sie nach Europa zurückgekehrt, nach Kaufbeuren. Sie begann Kurse für Senioren in Englisch zu geben, und hat daraufhin eine Lehrmetodik entwickelt, die sich "Blooming Late" (Spätblütler) nennt.

## Publikationen
- "Blooming Late" (Aufbauphase 1) für das erste Lernjahr (ISBN 393100600X)
- "Blooming Well" (Aufbauphase 2) für das zweite Lernjahr (ISBN 3931006034)
- "Blooming Now" (leichter Konversationskurs) für das dritte Lernjahr (ISBN 3931006069)
- "Easy Reader One"
- "Easy Reader Two"
- "Easy Reader Three -- Tosca"